# SG-43 Gorjoenov
De SG-43 Gorjoenov (Russisch: Станковый пулемёт конструкции Горюнова, afgekort СГ -43; Stankovyj poelemjot konstroektsi Gorjoenova) was een Russisch machinegeweer dat werd geïntroduceerd tijdens de Tweede Wereldoorlog in 1943. Het wapen verschoot de 7,62x54mmR-patroon. Het was bedoeld als vervanging voor de oude Maxim PM M1910, en werd op een driepoot, wielen of een voertuig gezet. Na de Tweede Wereldoorlog werd de SG-43 verbeterd, deze versie heette de SGM (de "M" staat voor gemoderniseerd). Een versie voor gebruik op een tank werd de SGMT genoemd. De SGMB was voor gebruik op andere pantservoertuigen.
De SG-43/SGM werd veel geëxporteerd en ook geproduceerd in China onder de naam Type 53 en Type 57. Hongarije ontwierp een lichtere versie, het KGK-machinegeweer.
Behalve in de Tweede Wereldoorlog werd het tijdens de Koreaanse Oorlog door Noord-Koreaanse en Chinese strijdkrachten gebruikt; in de Vietnamoorlog werd het veel gebruikt door Noord-Vietnamese guerrilleros. In de Sovjet-Unie werd het in de jaren 60 vervangen door de PK- en PKM-machinegeweren.

## Gebruikers
- Afghanistan
- Albanië
- Bulgarije
- Cambodja
- China: Type 53 en 57 (kopieën)
- Cuba
- Egypte
- Ethiopië
- Hongarije: KGK (kopie)
- Irak
- Laos
- Libië
- Mongolië
- Noord-Korea
- Polen
- Roemenië
- Sovjet-Unie
- Syrië
- Chili